# TTS-IS
TTS-IS (Russisch Тяжелый транспортный самолет интегральной схемы (ТТС-ИС)) ist ein Projekt des ZAGI für ein sehr großes Frachtflugzeug mit einer Startmasse von 1000 Tonnen, einer Nutzlast von 500 Tonnen, einer Reichweite von mehr als 6000 km und einer Reisegeschwindigkeit von 500 km/h.

## Beschreibung
Obwohl das Flugzeug mit seine höchste Effizienz als Bodeneffektfahrzeug in einer Höhe von 6 bis 12 Metern über Wasser erreicht, kann es auf konventionellen Flughäfen starten und landen, dies im Gegensatz zu anderen ähnlichen Projekten Boeing Pelican ähneln. Wie beim Airbus A380 und der Boeing 747-8 ist das Flugzeug für die Landung auf Flughäfen ausgelegt, die den Code 4F (Aerodrome Reference Code) der ICAO erfüllen. Es ist vorgesehen für die Verwendung von Flüssigerdgas (LNG) als Kraftstoff und für die Verwendung von intermodalen Containern, die im Zugverkehr, in Schiffen und im Lkw-Verkehr standardisiert sind, anstelle der in der Luftfahrt üblichen kleineren Ladeeinheiten.
Auch als Heavy Cargo Aircraft mit Lifting Body (HCA-LB), bezeichnet, begannen die Arbeiten im Jahr 2014 als Vorschlag des ZAGI im Rahmen eines russischen Regierungsvertrages. Die HCA-LB wurde im Januar 2017 vorgestellt, und im Jahr 2018 begannen Tests mit Modellen im Windkanal. Die Zulassung wird in den 2030er Jahren oder später angestrebt. Das Flugzeug kann 48 20-Fuß-ISO-Container (TEU) in je vier Reihen mit sechs TEU nebeneinander auf den Backbord- und Steuerbordteilen laden. Die beiden Ladungsbereiche sind durch einen isolierten Kraftstofftank getrennt, der sich über die gesamte Rumpflänge erstreckt und kryogenes Flüssiggas enthält. Die HCA-LB wird nominell von einer Reihe von vier Turboprop-Triebwerken angetrieben, die hinter der Ladung auf dem Rumpf in einer Schubkonfiguration angeordnet sind. Die Antriebsmethode wird jedoch in Zukunft noch genauer bestimmt. Die HCA-LB verfügt über ein Pi-Tail-Leitwerk (zwei Seitenleitwerks- und eine darüber angeordnete Höhenleitwerksfläche), wobei sich die beiden vertikalen Flächen in der Nähe der hinteren äußeren Ecken der Frachtabschnitte erstrecken. Außerhalb der Frachtabschnitte befinden sich nicht ladungsfähige, kürzere, dünnere Flügel mit nach unten zeigenden Flügelspitzen.
Die HCA-LB ähnelt in ihrer Konfiguration dem Boeing-Modell 754.

## Spezifikationen
- Besatzung: 9
- Nutzlast: 500 t
- Länge: 75 m
- Spannweite: 95 m
- Flügelstreckung: 3–4
- max. Startmasse: 1000 t
- Flächenbelastung: 370 kg/m²
- Kraftstoffart: Flüssigerdgas (LNG)
- Triebwerke: 4 × 50–55 t Kraft (490–540 kN)
- Propeller: 4 Propeller
- Reisegeschwindigkeit: 450–550 km/h
- Reiseflughöhe: 3000 m
- Reichweite: 6000 km
- Gleitzahl: 25–30 im Bodeneffekt